# Campaka (Pasongsongan)
Campaka is een bestuurslaag in het regentschap Sumenep van de provincie Oost-Java, Indonesië. Campaka telt 5558 inwoners (volkstelling 2010).